# Ribordone
Ribordone (piemontiul: Ribordon, okcitánul: Riburda) település Olaszországban, Lombardia régióban, Torino megyében. Lakosainak száma 50 fő (2023. január 1.). Ribordone Locana, Ronco Canavese és Sparone községekkel határos.

## Népesség
A település népességének változása:
| Lakosok száma | 48   | 49   | 50   |
|               | 2017 | 2018 | 2023 |